# NGC 4658
NGC 4658 este o galaxie spirală situată în constelația Fecioara. A fost descoperită în 25 martie 1786 de către William Herschel. Se află la o distanță de 28,84 de megaparseci de Pământ.